# Kairshasp Nariman Choksy
Kairshasp Nariman Choksy (dit K. N. Choksy, en tamoul: கே. என். சொக்சி), né le 7 février 1933 à Colombo et mort le 5 février 2015 dans la même ville, est un avocat et un homme politique srilankais.

## Biographie

### Famille
Choksy fait partie de la communauté parsi du Sri Lanka: ses grands-parents paternels sont originaires du nord de Bombay. Son père fut le premier avocat srilankais issu de cette communauté et fut nommé juge à la Cour suprême du pays en 1951.

### Carrière d'avocat
K. N. Choksy est admis au barreau en 1958 et commence une carrière d'avocat à Colombo. En 1981, il est nommé Conseiller du président. De 1989 à 1992, il défend avec succès le président Ranasinghe Premadasa, menacé par une pétition demandant l'annulation de l'élection présidentielle.

### Carrière politique
En 1989, il entre au parlement en tant que membre non-élu. Il conserve son siège jusqu'en 2010. De 1993 à 1994, il est ministre des Affaires constitutionnelles. De 2001 à 2004, il est ministre des Finances.